# Kokoszka (Poméranie)
Pour les articles homonymes, voir Kokoszka.
Kokoszka est une localité polonaise de la gmina rurale et du powiat de Chojnice situés en voïvodie de Poméranie. 

## Géographie

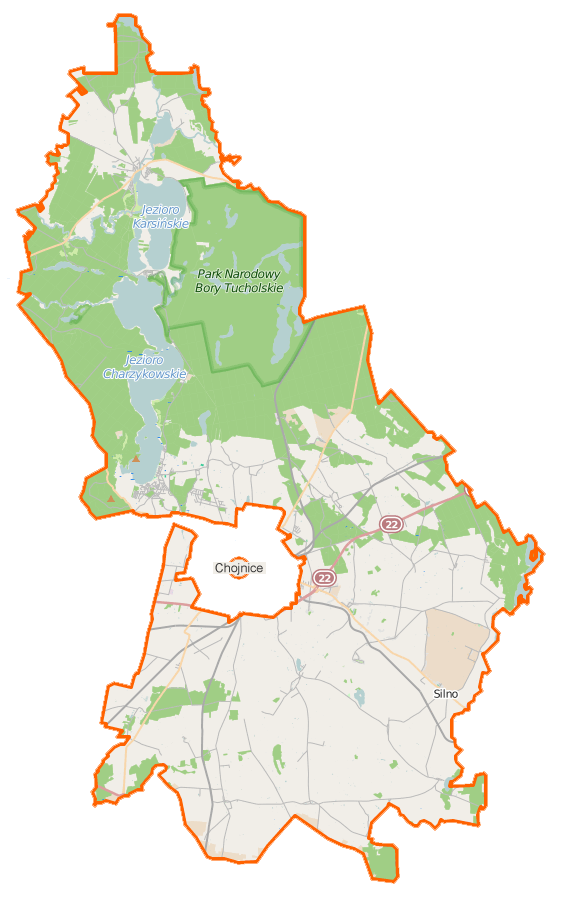
Carte de la gmina de Chojnice.